# Жорж Сопаджиев
Жорж Сопаджиев е български художник.

## Биография и творчество
Роден на 11 септември 1963 г. в град Пловдив. През 1982 г. завършва Национална Художествена Гимназия за изящни изкуства „Цанко Лавренов“ в Пловдив. Внук и възпитаник на големия български живописец Паскал Стружев. Занимава се основно с графична рисунка и живопис. По-късно експериментира с пластични пана от емайл и изпълнява художествена мозайка. В този период през 80-те години реализира два успешни проекта с живопис и пластика в Пловдив, България.
След 1985 г. работи с емайл и създава художествена мозайка, като участва в изпълнението на монументална мозайка по проект на художника Борис Димовски в гр. Хасково. В периода 1990 – 1993 г. работи рисунка и живопис в Saint Johns и Montreal, Канада. През 2001 г. участва в изработването на скулптурни фигури „Ангели“ – сценография по постановката на Мариус Куркински „Изкуството на комедията“ от Едуардо де Филипо.
2012 г. – Награда за автор, Н-Форма, живопис и пластика, ДПХ, Пловдив, България.
2014 г. – Монументална мозайка, „Окото на Бог“, Православен храм „Преображение Господне“, Поморие, България.
2015 г. – Монументална мозайка, посветена на големия български композитор Асен Диамандиев, Пловдив, България.
Жорж Сопаджиев работи в областта на живописта, стенописта, инсталацията, пластиката, монументалната мозайка и пърформанса. Реализирал е над тридесет самостоятелни изложби. Негови творби са притежание на галерии и частни колекции в България, Сърбия, Германия, Италия, Франция, Швейцария, Турция, Канада и САЩ. Член е на Дружеството на Пловдивските художници и Съюзът на Българските художници. Работи и живее в гр. Пловдив, България.